# Mount Vernon (Arkansas)
Mount Vernon – miasto w Stanach Zjednoczonych, w stanie Arkansas, w hrabstwie Faulkner.